# ريتشارد بيترسون
ريتشارد بيترسون (بالنرويجية البوكمول: Richard Peterson)‏ هو لاعب كرة مضرب نرويجي، ولد في 9 مارس 1884 في كريستيانية في النرويج، وتوفي في 2 أبريل 1967.

## وصلات خارجية
- ريتشارد بيترسون على موقع الاتحاد الدولي لكرة المضرب (الإنجليزية)
- ريتشارد بيترسون على موقع اللجنة الأولمبية الدولية (الإنجليزية)
- ريتشارد بيترسون على موقع أوليمبيديا (الإنجليزية)